# F1 (jogo eletrônico)
F1 (lançado como Formula One nos EUA) é um jogo eletrônico de corrida de 1993 publicado pela Domark, baseado no Vroom, um jogo desenvolvido em 1991 para o Atari ST pela empresa francesa Lankhor. Foi lançado para o Mega Drive, Master System, Game Gear e Amiga. Gerou uma sequência em 1994, intitulada F1 World Championship Edition, e o motor do jogo foi reutilizado no Kawasaki Superbike Challenge. Foi um dos jogos de corrida mais populares no console, principalmente graças ao motor de jogo suave e rápido.
Não há grandes diferenças entre as versões europeia e norte-americana da Sega, exceto a nomenclatura (a versão europeia é simplesmente chamada de F1) e a falta de economia de bateria na versão americana.

## Jogabilidade
O jogo é totalmente licenciado pela FIA e Fuji Television, o que significa que todos os pilotos, equipes e pistas são totalmente licenciados. O jogador dirige na equipe fictícia Domark com James Tripp (um programador dentro da Domark e produtor do jogo chamado Jim Tripp), enfrentando pilotos como Riccardo Patrese e Michael Schumacher (Benetton), Jean Alesi e Gerhard Berger (Ferrari), Mark Blundell e Martin Brundle (Ligier), Johnny Herbert e Alessandro Zanardi (Lotus), Michael Andretti e Mika Häkkinen (McLaren), Andrea de Cesaris e Ukyo Katayama (Tyrrell) e finalmente, Damon Hill e Alain Prost (Williams). Ayrton Senna (então na McLaren) está ausente devido seu apoio ao jogo da Sega, Ayrton Senna Super Monaco GP II.
São 12 pistas: Interlagos, Imola, Barcelona, Monte Carlo, Montreal, Castelet, Silverstone, Hockenheim, Spa, Monza, Estoril e Adelaide. Comparado com a verdadeira temporada de 1993, várias pistas estão faltando, como Kyalami, Donington Park, Magny-Cours (substituído por Castelet), Hungaroring e Suzuka, mas a ordem das corridas está correta. Embora os layouts de pista estejam corretos em 1993, devido à impossibilidade de replicar a física por trás de um carro de Fórmula 1, todas as pistas estão cheias de obstáculos próximos à pista, como placas, tabuleiros ou plataformas acima da pista para aumentar o nível de dificuldade. e tem 7 voltas de comprimento.
O jogador pode treinar em uma determinada pista, jogar um modo arcade (onde pontos são dados para ultrapassagens e corridas, e tirado ao ser ultrapassado) ou o campeonato inteiro, que pode ser composto por qualquer número de pistas, de apenas uma à todas as doze. Existem quatro níveis de dificuldade (Novato, Amador, Profissional e Especialista), cada uma delas aumenta não só a velocidade do jogador e dos competidores, mas também diminui a tolerância à dano no carro. Além de um modo de tela dividida para 2 jogadores, um modo "turbo" permitiu aumentar a sensação de velocidade reduzindo sprites e polígonos (tornando-os aproximadamente do mesmo tamanho que na tela dividida) e executando o jogo em uma velocidade maior.
Antes e depois da corrida, o jogador pode ajustar a dureza do pneu, o ângulo da asa e a transmissão, e pode ser forçado a parar se o jogador não fizer um pit-stop para substituir os pneus desgastados, ou simplesmente superaquecer o motor por redução rápida na alta velocidade, (over-revving é possível com marcha automática, batendo em pneus de outros carros, fazendo o carro do jogador saltar, causando um aumento drástico no RPM) perceptível por um ruído estridente alto. Na pista de Silverstone, parece haver dois carros 'aposentados', um pelos boxes e outro na metade da volta.

## Recepção
A CU Amiga deu à versão de Amiga do F1 uma classificação de 84 por cento e chamou-o de, "Um excelente jogo para dois jogadores, mas empalidece um pouco quando vai sozinho". A Computer Gaming World, em agosto de 1994, avaliou o jogo com 2,5 de cinco estrelas, elogiando sua velocidade, mas criticando seu realismo, manuseio e recursos como o slipstreaming. A Mega colocou o jogo em 17º lugar no seu Top Mega Drive Games of All Time.